# Burg Stegen
El Burg Stegen o castell de Stegen (en baix alemany Borg Stegen) era un castell de mota i pati medieval al municipi de Bargfeld-Stegen al districte de Stormarn a l'estat de Slesvig-Holstein a Alemanya.

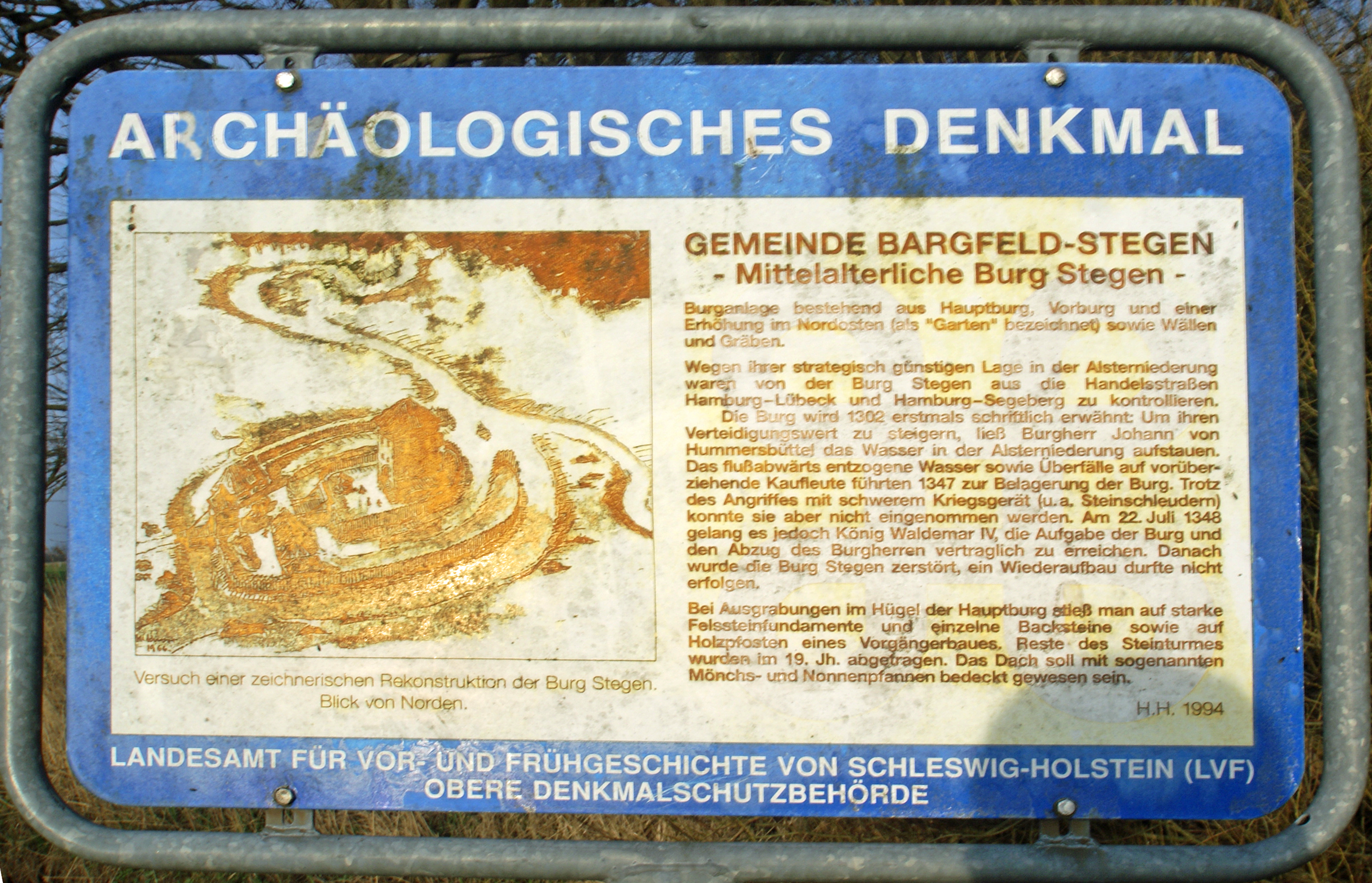
Taula d'informació i dibuix reconstituït del castell

 El primer esment escrit data del 1302. A l'inici era una construcció de fusta a una mota construïda a la depressió de la de la confluència de l'Alte Alster i de l'Alster que contenia una torre d'homenatge i el castell baix a la primera tanca, el pati i una segona tanca protegit per talussos i fossats. El castell tenia una posició estratègica a la bifurcació de les rutes comercials hanseàtiques Hamburg-Lübeck i Hamburg-Segeberg. El nom provindria del baix alemany steg o stieg que significa via de comunicació. Significa doncs castell a la ruta.
El castellà Joan de Hummersbüttel va construir dics que inundaven les afores per a millorar la defensa de la seva fortificació. Joan s'hi guanyava les mongetes com a cavaller-rapinyaire i aprofitava la situació per a despullar els comerciants. Una situació que no plagué gaire als edils de Lübeck i d'Hamburg. Un primer setge el 1347, al qual utilitzaven artilleria pesant i tot i catapultes, no va reeixir. L'any després, el 12 de juliol, el rei Valdemar IV de Dinamarca va pactar i concloure a la destitució del castellà i la supressió del castell, la reconstrucció del qual el rei vedà. El senyor d'Hummersbüttel va traslladar-se a una altra possessió seva a Borstel. El 1887, l'autor Detlef von Liliencron va utilitzar la vida als afores del castell com tema de la seva novel·la Breide Hummelsbüttel.
Durant excavacions arqueològiques van trobar-se els fonaments de pedra del donjon, restes de la tanca de fusta i de teules. El lloc va integrar-se en diversos senders per a vianants i ciclistes, però el camí és poc practicable en cotxe.

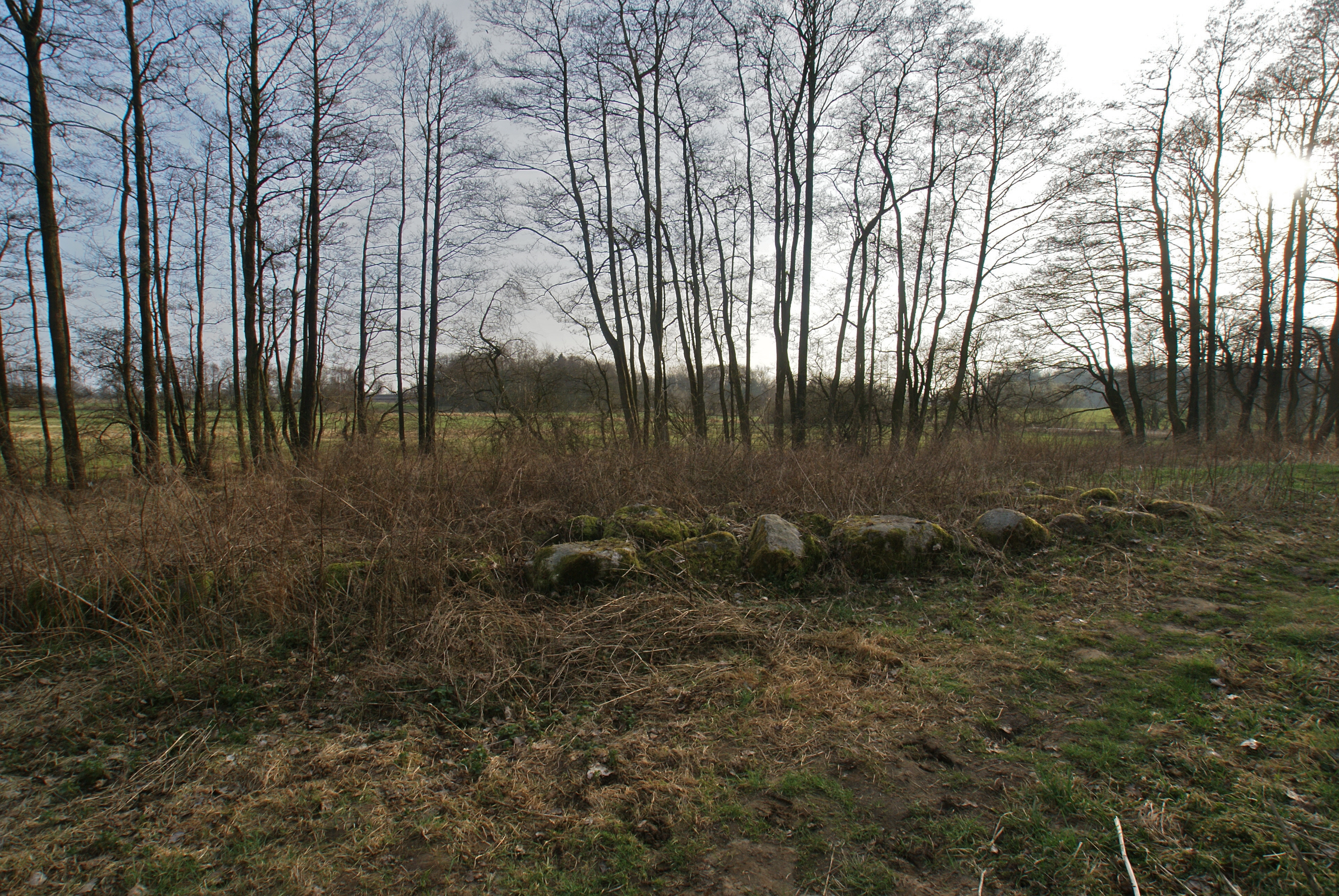
Fonaments del castell
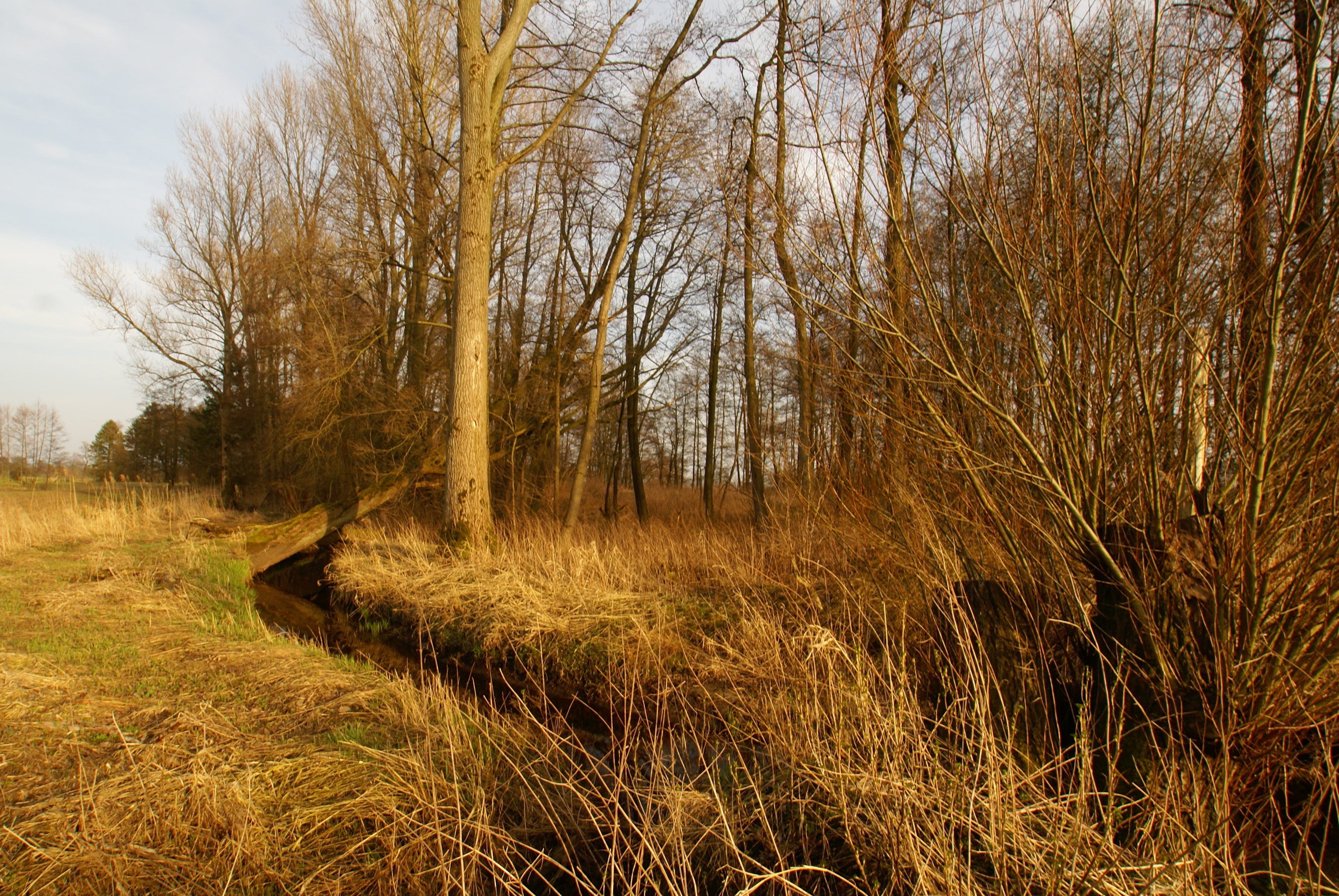
Restes del fossat, una desviació de l'Alte Alster
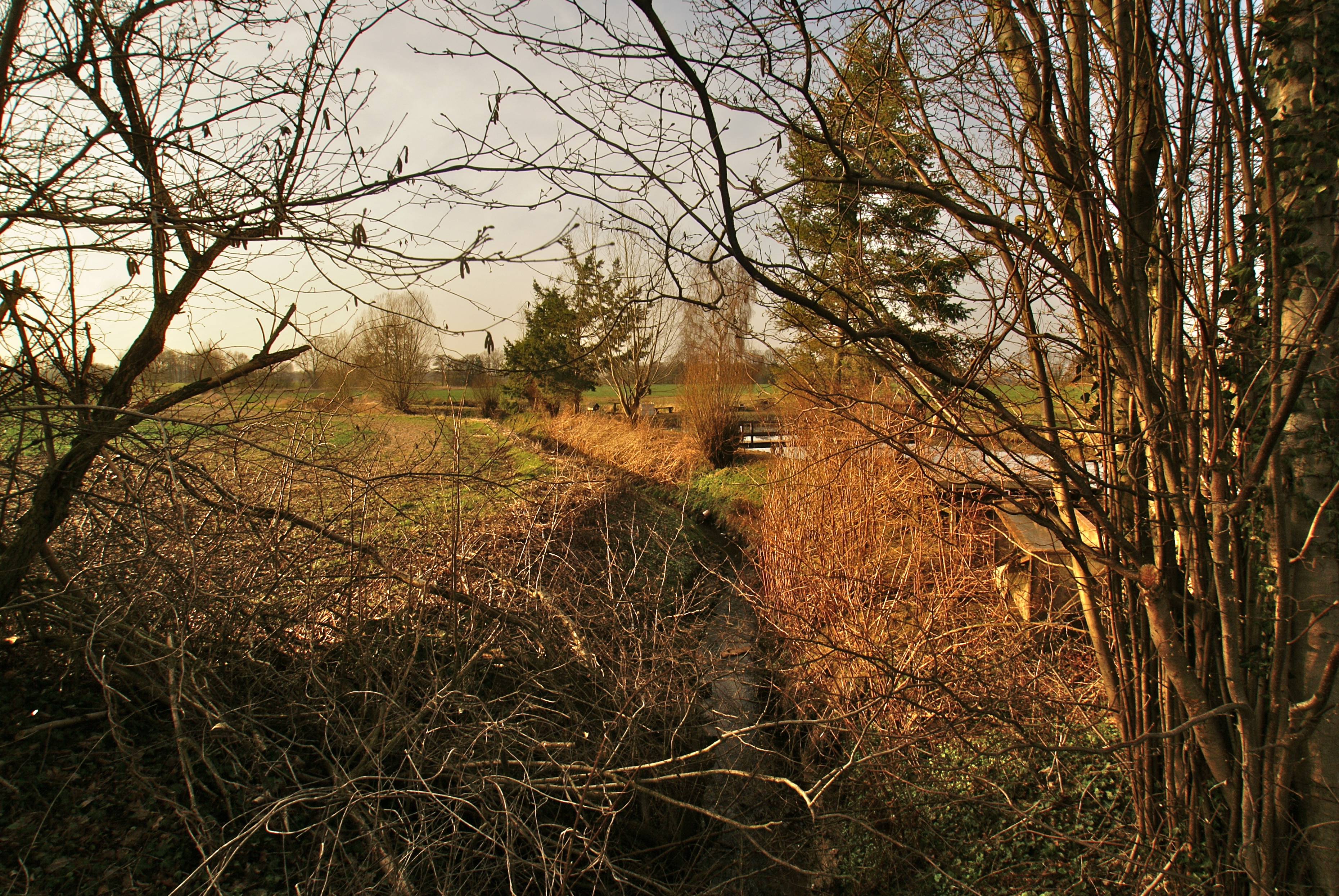
L'emplaçament del castell vist des del Wedenbek
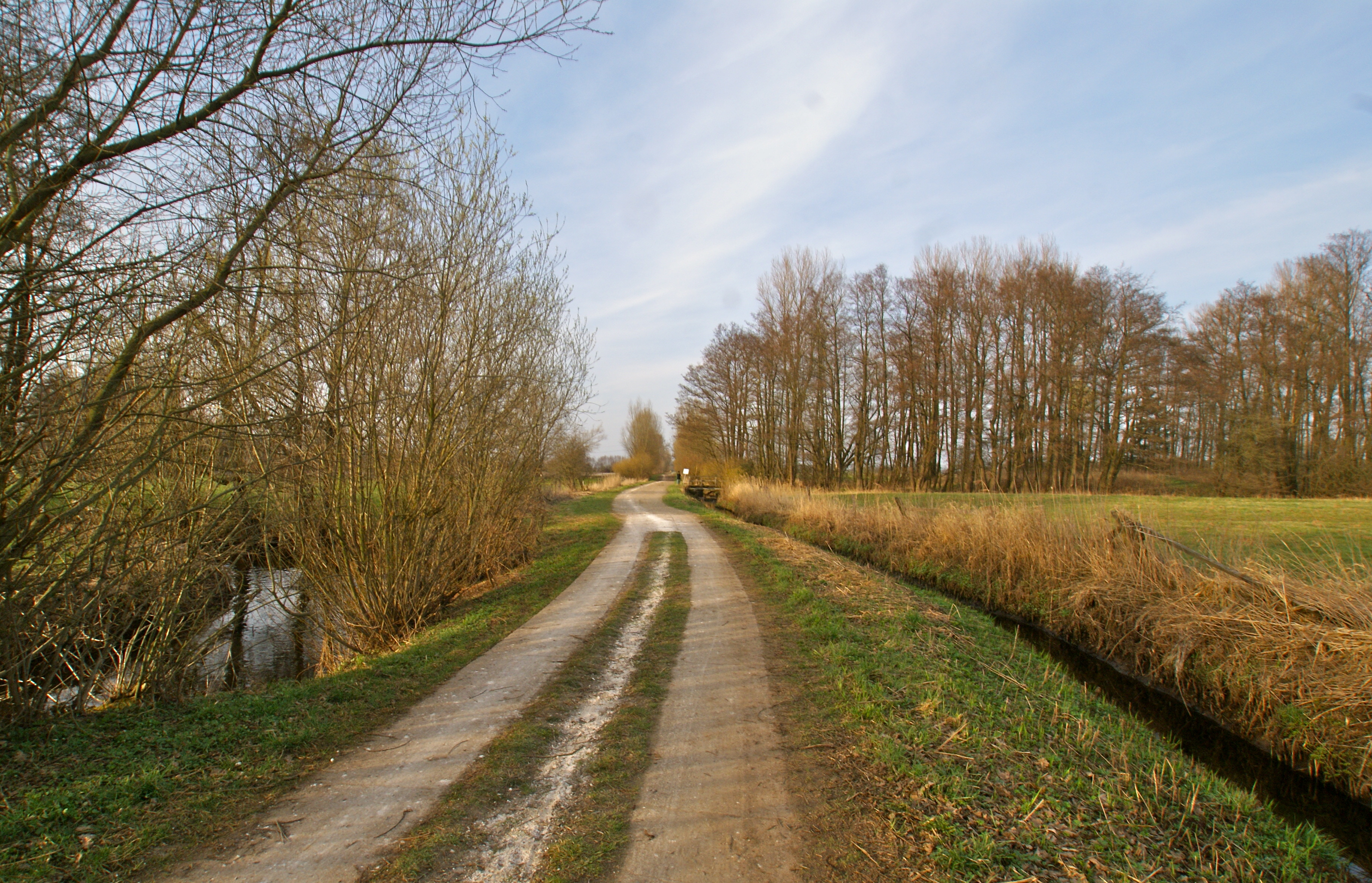
El camí cap al castell entre l'Alster i l'Alte Alster

## Enllaços i referències
- Foto d'una maqueta del castell al museu d'història local de Bad Oldesloe

1. ↑  Carsten Schütz citat a la web official de Bargfeld-Stegen, ’’Die Ortsnamen in Schleswig-Holstein'’ Arxivat 2006-02-26 a Wayback Machine., Gottorfer Schriften, 1960, tom 6, (traducció: El topónims de Slesvig-Holstein)
2. ↑  Das adlige Gut Jersbek, Web del districte de Stormarn, 2007-2011, (traducció: El domini feudal de Jersbek)